# عبدالرحیم ایوبی
عبدالرحیم ایوبی (زاده ۱۳۶۰ ولسوالی ارغنداب ولایت قندهار) سیاستمدار افغانستان و نماینده مردم ولایت قندهار در دوره شانزدهم مجلس نمایندگان است.

## زندگی‌نامه
عبدالرحیم ایوبی زاده ۱۳۶۰ از ولسوالی ارغنداب ولایت قندهار می‌باشد. او تحصیلات متوسطه خود را در لیسه/دبیرستان بابا شهر قندهار به پایان رسانید و پس از آن در بخش امنیت مشغول به فعالیت بوده‌است.

## دیگر فعالیت‌ها
دیگر فعالیت‌های او:
- قومندان پولیس غزنی، زابل، قندهار.
- مدیر شرکت ساختمانی و لجستیکی کاکر.
- معاون کمپانی SLC.